# 마시모 오도
마시모 오도(이탈리아어: Massimo Oddo, Ufficiale OMRI, 1976년 6월 14일 ~ )는 이탈리아의 전 축구선수이자 현 축구 감독이다. 2006년 FIFA 월드컵 이탈리아 축구 국가대표팀 우승 멤버이다. 또한 AC 밀란에 있으면서 2006-07 시즌 UEFA 챔피언스리그 우승을 경험하기도 하였다. 페스카라의 지휘봉을 잡고 세리에 B에서 4위를 차지하여 플레이오프를 통해 팀을 세리에 A로 승격시키는데 일조하였다.

## 선수 경력

### 클럽 경력
오도는 CND(Campionato Nazionale Dilettanti, 현 세리에 D)의 레나토 쿠리 안졸라나에서 프로 생활을 시작하였으며, 1993년 밀란의 유소년 팀으로 이적하였다. 그는 1995년 세리에 C의 US 피오렌주올라로 임대되었고, 이후 몬차, AC 프라토, 칼초 레코 1912 등의 세리에 C 팀으로 계속 임대되었다. 그는 1998년 세리에 B의 몬차에서 다시 뛰게 되었고, 이듬해에는 나폴리에서 뛰었다. 그는 2000년 AC 밀란을 떠나 헬라스 베로나 FC로 이적하였고, 세리에 A 데뷔전을 치렀다. 두 시즌 동안 베로나에서의 활약을 바탕으로 2002년 그는 SS 라치오로 이적하였다.
그는 라치오에서 2003-04 시즌 UEFA 챔피언스리그, 2002-03 시즌과 2004-05 시즌 UEFA컵에 출전하였다. 2002-03 시즌에 라치오는 UEFA컵 준결승까지 진출하였고, 2003-04 시즌에는 코파 이탈리아에서 우승을 차지하였다. 2006-07 시즌의 전반기에 오도는 팀의 주장이 되었다.
2007년 1월 23일 라치오는 파스콸레 포자와 775만 유로를 받는 조건으로 오도를 AC 밀란으로 이적시켰고, 몇달 후 그는 리버풀과의 챔피언스리그 결승전에 출전하여 팀의 7번째 챔피언스리그 우승에 기여하였다.
2008년 8월 28일 그는 1년 계약에 FC 바이에른 뮌헨으로 임대를 떠났으나, 2008-09 시즌이 끝난 후 바이에른 뮌헨이 완전 이적 옵션을 사용하지 않아 그는 밀란으로 돌아오게 되었다. 그리고 2011-12 시즌 US 레체로 다시 임대를 가게 되었고 임대 종료후 현역에서 은퇴하였다.

### 국가대표팀 경력
오도는 2002년에 이탈리아 국가대표팀에서의 첫 경기를 치렀다.
그는 UEFA 유로 2004의 예선전 7경기에 선발로 출전하였고, 포르투갈에서 열린 본선에도 참가하여 불가리아와의 경기에서 교체 출장하여 하나의 어시스트를 기록하며 팀의 승리에 기여하였다. 이후 그는 2006년 FIFA 월드컵에도 이탈리아 축구 국가대표팀의 일원으로 참가하였고, 우크라이나와의 8강전에서 교체 투입되어 23분 동안 출전하였다.
그는 2006년 10월 7일에 우크라이나와의 UEFA 유로 2008 예선에서 국가대표팀에서의 첫 번째 골을 넣었다.